# Mol
El mol (símbolo: mol) es la unidad con que se mide la cantidad de sustancia, una de las siete magnitudes físicas fundamentales del Sistema Internacional de Unidades.
En cualquier sustancia (elemento o compuesto químico) y considerando a la vez un cierto tipo de entidades elementales que la componen, el mol, símbolo mol, es la unidad del SI de cantidad de sustancia. Un mol contiene exactamente 6,022 140 76 × 1023 entidades elementales. Esta cifra es el valor numérico fijo de la constante de Avogadro, cuando se expresa en la unidad mol-1, y se denomina número de Avogadro.
La cantidad de sustancia, símbolo n, de un sistema, es una medida del número de entidades elementales especificadas. Una entidad elemental puede ser un átomo, una molécula, un ion, un electrón, cualquier otra partícula o grupo especificado de partículas. Como consecuencia de la definición del mol, la constante de Avogadro y el número de Avogadro ya no tienen una incertidumbre experimental en el SI.
Antes de 2019, un mol se definía como la cantidad de esa sustancia que contiene tantas entidades elementales del tipo considerado como átomos hay en doce gramos de carbono-12. Esta definición no aclara a qué se refiere cantidad de sustancia y su interpretación es motivo de debates, aunque normalmente se da por hecho que se refiere al número de entidades, como parece confirmar la propuesta de que a partir de 2011 la definición se basa directamente en el número de Avogadro (de modo similar a como se define el metro a partir de la velocidad de la luz).

Diagrama que muestra la relación entre el mol, la masa molar, la masa en gramos, el número de partículas, la molaridad de una disolución, la ecuación de estado de la ley de los gases ideales y el número de Avogadro.

El número de unidades elementales —átomos, moléculas, iones, fotones, electrones, radicales u otras partículas o grupos específicos de estas— existentes en un mol de sustancia es, por definición, una constante que no depende del material ni del tipo de partícula considerado. Esta cantidad es llamada número de Avogadro (NA) y equivale a:
| {\displaystyle {\rm {1\,mol=6,022\,140\,76\,\cdot 10^{23}\ unidades\;elementales}}} |

El concepto del mol es de vital importancia en la química, pues, entre otras cosas, permite hacer infinidad de cálculos estequiométricos indicando la proporción existente entre reactivos y productos en las reacciones químicas. Por ejemplo: la ecuación que representa la reacción de formación del agua 2 H2 + O2 → 2 H2O implica que dos moles de hidrógeno (H2) y un mol de oxígeno (O2) reaccionan para formar dos moles de agua (H2O).
Otro uso que cabe mencionar es su utilización para expresar la concentración en la llamada molaridad, que se define como los moles del compuesto disuelto por litro de disolución y la masa molar, que se calcula gracias a su equivalencia con la masa atómica; factor de vital importancia para pasar de moles a gramos.
El volumen de un gas depende de la presión, la temperatura y la cantidad de moléculas del gas. Los gases distintos en condiciones iguales tienen la misma energía cinética. Por consiguiente, dos gases distintos que estén a la misma temperatura y presión ocuparan un mismo volumen. De lo cual se infiere que cada uno de ellos debe contener la misma cantidad de moléculas. Y como una mol contiene NA moléculas, un mol de cualquier gas tendrá el mismo volumen que un mol de cualquier otro gas en la ya dicha igualdad de condiciones.
Experimentalmente se ha determinado que el volumen que ocupa un mol de cualquier gas es de 22,4 l en condiciones normales. A este volumen se le llama volumen molar del gas. El volumen molar es un cubo cuyas aristas miden, más o menos, 28,2 cm.

## Historia

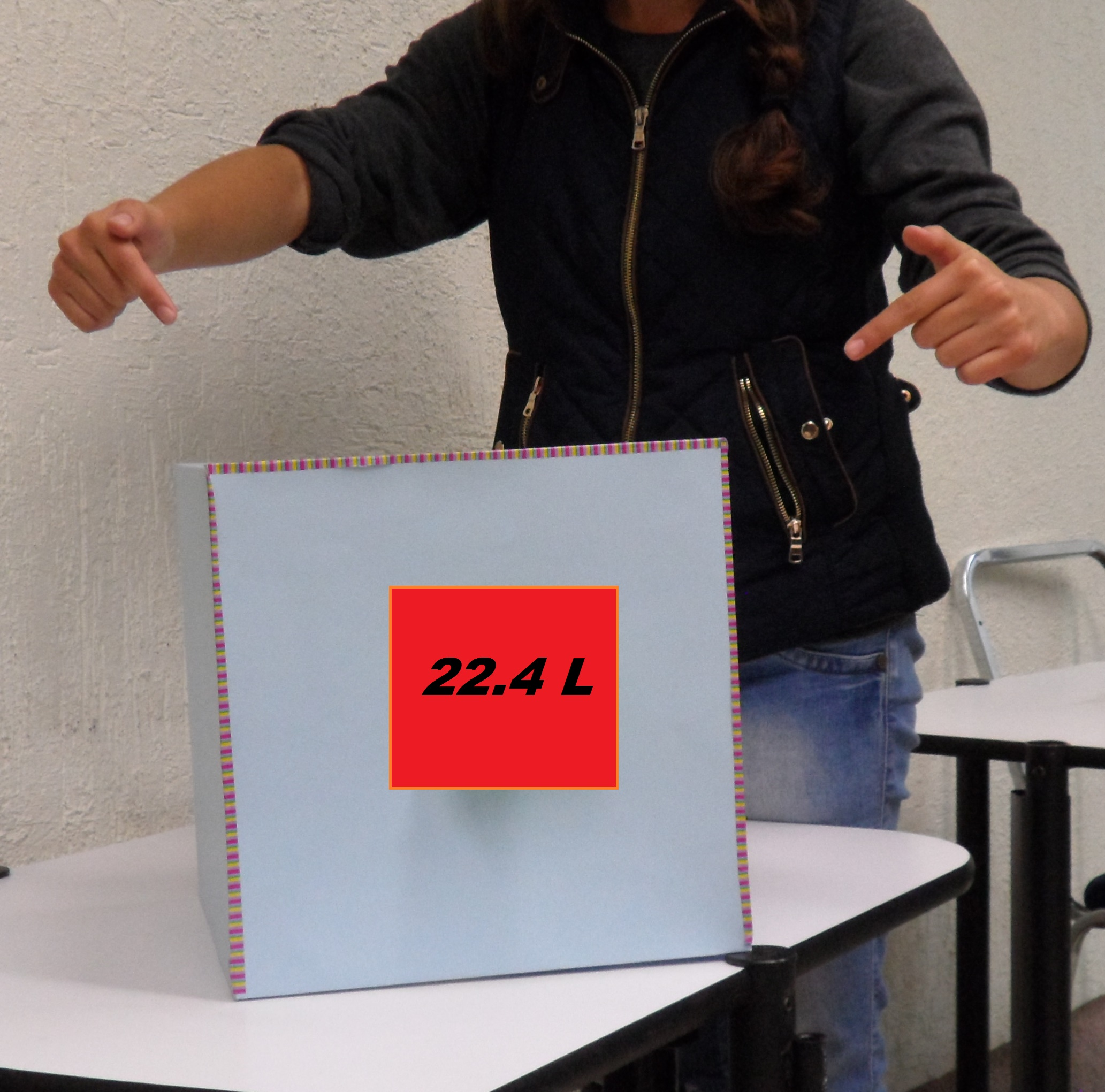
Un mol de gas ideal ocupa un volumen de 22,4 l

Dado el tamaño extremadamente pequeño de las unidades fundamentales, y su número inmensamente grande, es imposible contar individualmente las partículas de una muestra. Esto llevó a desarrollar métodos para determinar estas cantidades de manera rápida y sencilla.
El primer acercamiento fue el de Joseph Loschmidt, intentando cuantificar el número de moléculas en un centímetro cúbico de sustancias gaseosas bajo condiciones normales de presión y temperatura.
Los químicos del siglo XIX usaron como referencia un método basado en el peso y decidieron utilizar unos patrones de masa que contuviesen el mismo número de átomos o moléculas. Como en las experiencias de laboratorio se utilizan generalmente cantidades del orden del gramo, definieron los términos equivalente, átomo-gramo, molécula-gramo, fórmula-gramo, etc., términos que ya no se usan, sustituidos por el mol.
Más adelante el mol queda definido en términos del número de Avogadro.
Amadeo Avogadro nació el 9 de junio de 1776, en Turín, Italia. Al igual que su padre, estudió la carrera de leyes y ejerció durante tres años. Sin embargo, su verdadera vocación la encontró en las ciencias, por lo cual se dedicó a dar clases de física en el Liceo de Vercelli y posteriormente en la Universidad de Turín.
Inspirado por la ley de Gay-Lussac que señala la expansión de los gases por efecto de la temperatura, pensó que si se tienen, por ejemplo, dos volúmenes de gases diferentes y se les aplica la misma cantidad de calor, los dos volúmenes se van a expandir en el mismo grado. Y de este razonamiento especuló que esto puede deberse a que en volúmenes iguales de gases se encuentra contenido un mismo número de partículas.
Visto de otro modo, la hipótesis propuesta por Avogadro establece que todos los gases en igualdad de volumen, presión y temperatura contienen el mismo número de átomos o moléculas. Esta afirmación fue publicada en el Journal de Physique en 1811. Dicho artículo señalaba que las partículas no necesariamente eran átomos individuales, sino que estos podrían estar combinados, formando lo que él llamó moléculas. Este razonamiento significó un gran avance en la comprensión de la naturaleza de los gases:
1. Fue una explicación racional de la ley de Gay-Lussac.
2. Proporcionaba un método para determinar las masas molares de los gases y así mismo, comparar sus densidades.
3. Proporcionó una base sólida para el desarrollo de la teoría cinético-molecular.

Sin embargo, cabe aclarar que en un principio su idea no fue tomada con mucha importancia, dado que se oponía a otras teorías de la época, como concebir gases diatómicos. Por lo cual la teoría de Avogadro fue ignorada casi medio siglo.
Con el tiempo, la evidencia se fue inclinando a favor de la hipótesis de Avogadro. Con investigaciones posteriores basadas en la refracción de rayos X y técnicas como la electrólisis, se hizo posible incluso calcular el número de moléculas (H2) existentes en dos gramos de hidrógeno, lo que da el peculiar número de 6,022 141 29 (30) × 1023 al que se conoce como Número de Avogadro.
El término mol fue introducido por Wilhelm Ostwald en 1886, quien lo tomó del latín Mole que significa pila, montón.
Finalmente el concepto de Mol fue unificado en 1971 en la XIV conferencia de Pesos y Medidas de París, en la que se definió al mol como unas de las 7 unidades fundamentales del sistema internacional y así mismo, fue adoptado por la oficina de patrones en Estados Unidos y en la IUPAC, quedando definido de la siguiente manera:
El mol es la unidad SI para medir cantidad de sustancia; la cual contiene tantas partículas elementales como átomos de carbono hay en 0,012 kg de carbono-12. La entidad debe especificarse y puede ser un átomo, una molécula, un ion, un electrón, etc.
A partir del 16 de noviembre de 2018, se cambió la definición de mol y su patrón, pasando de ser la cantidad de átomos de carbono presentes en 0,012 kg de carbono-12 a la cantidad de átomos presentes en una esfera perfecta de silicio, cuya masa es de 0,028085 kg.

## Aclaraciones
Dado que un mol de moléculas {\displaystyle {\ce {H2}}} equivale a 2 gramos de hidrógeno, un mol de átomos H será entonces un gramo de este elemento.
Para evitar ambigüedades, en el caso de sustancias macro elementales conviene por lo tanto indicar, cuando sea necesario, si se trata de átomos o de moléculas. Por ejemplo: «un mol de moléculas de nitrógeno» ({\displaystyle {\ce {N2}}}) equivale a 28 g de nitrógeno. O, en general, especificar el tipo de partículas o unidades elementales a que se refiere.
El mol se puede aplicar a las partículas que tiene en sí mismo, incluidos los fotones, cuya "masa en reposo" es nula. En este caso, no cabe establecer comparaciones basadas en la masa.
En los compuestos iónicos también puede utilizarse el concepto de mol, aun cuando no están formados por moléculas discretas. En ese caso el mol equivale al término fórmula-gramo. Por ejemplo: 1 mol de {\displaystyle {\ce {NaCl}}} (58,5 g) contiene NA iones {\displaystyle {\ce {Na+}}} y NA iones {\displaystyle {\ce {Cl-}}}, donde NA es el número de Avogadro.
Por ejemplo, para el caso de la molécula de agua:
- Se sabe que en una molécula de {\displaystyle {\ce {H2O}}} hay dos átomos de hidrógeno y un átomo de oxígeno.
- Se puede calcular su Mr(H2O) = 2 × Ar(H) + Ar(O) = 2 × 1 + 16 = 18, o sea Mr(H2O) = 18 (donde Mr, Ar designan, respectivamente, la masa Molecular relativa y la masa Atómica relativa, esto es, referidas al átomo de hidrógeno).
- Se calcula la masa molecular absoluta = 18 × 1,66 × 10−24 g = 2,99 × 10−23 g (1,66 × 10−24 g es la masa de un átomo de H).
- Se conoce su masa molar = M(H2O) = 18 g/mol (1 mol de H2O contiene 18 g, formados por 2 g de H y 16 g de O).
- En un mol de agua hay 6,02214076 × 1023 moléculas de H2O, a la vez que:
- En un mol de agua hay 2 × 6,02214076 × 1023 átomos de H (o sea 2 moles de átomos de hidrógeno) y 6,02214076 × 1023 átomos de O (o sea, 1 mol de átomos de oxígeno).

Como se ha dicho, una cierta cantidad de sustancia expresada en moles se refiere al número de partículas (átomos, moléculas) que la componen, y no a su magnitud. Así como una docena de uvas contiene la misma cantidad de frutas que una docena de sandías, un mol de átomos de hidrógeno tiene la misma cantidad de átomos que un mol de átomos de plomo, sin importar la diferencia de tamaño y peso entre ellos.

## Crítica
Desde su adopción en el Sistema Internacional de Unidades en 1971, han surgido numerosas críticas al concepto del mol como una unidad como el metro o el segundo:
- El número de moléculas, etc. en una cantidad dada de material es una cantidad adimensional fija que se puede expresar simplemente como un número, que no requiere una unidad base distinta.[10][11]
- El mol termodinámico SI es irrelevante para la química analítica y podría generar costos evitables para las economías avanzadas.[12]
- El mol no es una verdadera unidad métrica (es decir, de medida), sino una unidad "paramétrica", y la cantidad de sustancia es una cantidad base "paramétrica".[13]
- El SI define números de entidades como cantidades de primera dimensión y, por lo tanto, ignora la distinción ontológica entre "entidades" y "unidades de cantidades continuas".[14]

En química, se sabe desde la ley de las proporciones definidas (1794) de Proust que el conocimiento de la masa de cada uno de los componentes en un sistema químico no es suficiente para definir el sistema. La cantidad de sustancia se puede describir como la masa dividida por las "proporciones definidas" de Proust, y contiene información que falta en la medición de la masa por sí sola. Como lo demuestra la ley de presiones parciales (1803) de Dalton, una medida de masa ni siquiera es necesaria para medir la cantidad de sustancia (aunque en la práctica es habitual). Hay muchas relaciones físicas entre la cantidad de sustancia y otras cantidades físicas, siendo la más notable la ley de los gases ideales (donde la relación se demostró por primera vez en 1857). El término "mol" se utilizó por primera vez en un libro de texto que describe estas propiedades coligativas.

## Equivalencias

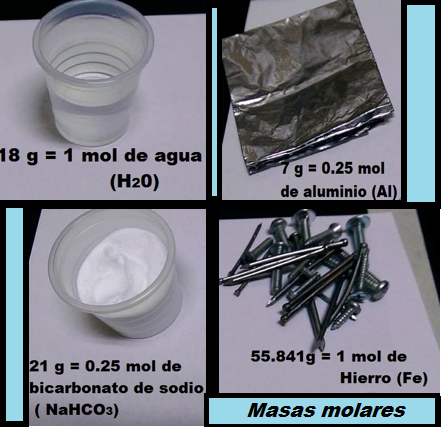
De mol a gramos sobre la base de la masa atómica

- 1 mol de alguna sustancia es equivalente a 6,02214076 × 1023 unidades elementales.
- La masa de un mol de sustancia, llamada masa molar, es equivalente a la masa atómica o molecular (según se haya considerado un mol de átomos o de moléculas) expresada en gramos.
- 1 mol de gas ideal ocupa un volumen de 22,4 l a 0 °C de temperatura y 1 atm de presión; y de 22,7 l si la presión es de 1 bar (0,9869 atm).
- El número n de moles de átomos (o de moléculas si se trata de un compuesto) presentes en una cantidad de sustancia de masa m, es:

{\displaystyle n={\frac {m}{M_{r}}}}
donde Mr es la masa molar relativa, también llamada masa molecular relativa.